# Bernd Brunnhofer
Bernd Brunnhofer, noto anche con lo pseudonimo di Michael Tummelhofer (Graz, 27 luglio 1946), è un autore di giochi ed ex editore di giochi (Hans im Glück) tedesco.

## Carriera
Prima di dedicarsi al mondo dei giochi da tavolo ha insegnato come docente di sociologia presso l'Università Tecnica di Monaco di Baviera.
Dal 1984 ha lasciato la cattedra per dedicarsi a tempo pieno ai giochi da tavolo, pubblicando giochi come autore e soprattutto gestendo a tempo pieno la sua casa editrice di giochi Hans im Glück, di cui è stato a capo fino al 2017, quando gli è subentrato il figlio Moritz Brunnhofer.
Come editore il suo più grande successo è stato quello di credere nella pubblicazione del gioco Carcassonne, che ha ricevuto numerosi premi, tra cui il prestigioso Spiel des Jahres, e che è tuttora uno dei giochi più venduti del mondo.
I maggiori successi come autore di giochi li ha ottenuti firmandosi con lo pseudonimo di Michael Tummelhofer. Vive attualmente a Monaco di Baviera, in Germania.

## Ludografia
Ecco una lista di giochi pubblicati da Bernd Brunnhofer come autore (tutti con Hans im Glück):
- 1983 - Dodge City (con Karl-Heinz Schmiel);
- 1984 - Radar-Flop (con Karl-Heinz Schmiel);
- 1985 - Greyhounds;
- 1985 - Dippi Total (con Karl-Heinz Schmiel);
- 2004 - Saint Petersburg (con lo pseudonimo di Michael Tummelhofer);
- 2008 - Stone Age (con lo pseudonimo di Michael Tummelhofer);
- 2011 - Pantheon (con lo pseudonimo di Michael Tummelhofer).

## Premi
Sia Saint Petersburg che Stone Age sono stati nominati per lo Spiel des Jahres (nel 2004 e nel 2008) ma nessuno dei due ha vinto, tuttavia Brunnhofer ha nel suo palmarès alcuni premi importanti:
- Il premio Deutscher Spiele Preis, vinto nel 2004 con Saint Petersburg;

- Il premio International Gamers Award - Miglior gioco di strategia, vinto nel 2004 con Saint Petersburg.